# آية والبحر
آية والبحر هو فيلم قصير مغربي من إخراج مريم التوزاني سنة 2015، و بطولة كل من بديعة عزيز، نهيلة بن مومو، فاطمة هراندي «راوية».

## القصة
يتناول الفيلم قصة الفتاة «آية» التي تقضي أيامها في خدمة منزل سيدتها لا شيء يؤنس أوقاتها سوى مشاهدة التلفزيون، وجارتها المقعدة التي تحلم مثلها بالذهاب إلى البحر، وأمام إهمال المحيطين بهما تسعيان لتحقيق حلمهما بطريقتهما.

## جوائز وتشريفات
فاز الفيلم بجائزة الجمهور من مهرجان القاهرة الدولي لسينما المرأة في دورته العاشرة سنة 2017. والجائزة هي الوحيدة التي يمنحها المهرجان غير التنافسي وتُقدَّم بناء على آراء الجمهور الذي يصوت على كل فيلم عقب عرضه بمنحه درجة إعجاب تتراوح من واحد إلى خمس درجات.

## روابط خارجية
- آية والبحر على موقع IMDb (الإنجليزية)
- آية والبحر على موقع قاعدة بيانات الفيلم (الإنجليزية)
- آية والبحر على موقع ليتربوكسد (الإنجليزية)
- آية والبحر على موقع africine